# Arve
Arve [czyt. arw] – rzeka we Francji i Szwajcarii. Lewy dopływ Rodanu. Długość we Francji: 107,8 km, powierzchnia dorzecza 2060 km².
Wypływy dwóch źródłowych cieków Arve znajdują się na wysokości ok. 2170 m n.p.m. pod samym siodłem (po stronie zachodniej) przełęczy Col de Balme (2191 m n.p.m.) oraz na wysokości ok. 2250 m n.p.m. na południowym zboczu kopuły szczytowej Aiguilette (2321 m n.p.m.) w Masywie Mont Blanc, na terenie wsi Argentière w gminie Chamonix-Mont-Blanc. Jej tok źródłowy jest zasilany głównie przez wody, spływające spod wielkich lodowców masywu Mont Blanc: Glacier du Tour, Glacier d’Argentière, Mer de Glace i Glacier des Bossons. Większe dopływy to prawobrzeżne Diosaz, Giffre i Menoge oraz lewobrzeżny Bon Nant
Prawie cały tok rzeki leży na terenie Francji, jedynie parę ostatnich kilometrów - na terenie miast Carouge i Genewa w kantonie genewskim w Szwajcarii. Arve uchodzi do Rodanu w miejscu zwanym La Jonction (371 m n.p.m.) w Genewie, ok. 1 kilometr od miejsca, w którym ten pierwszy wypływa z Jeziora Genewskiego. Wody, które niesie, są zwykle mętno-białawe i wyraźnie odcinają się od przejrzystych, niebieskawych wód Rodanu.
W górnej części doliny Arve znajduje się miejscowość Chamonix-Mont-Blanc. W dolinie w jej środkowym biegu leżą m.in. Sallanches i Cluses, a w dolnym - Bonneville i Annemasse. Jej doliną biegnie droga z Annemasse (i pobliskiej Genewy), częściowo wraz z francuską autostradą A40, do tunelu Mont Blanc lub na przełęcz Montets (droga nr D1506).